# Lorikárie obrněná
Lorikárie obrněná (Loricaria cataphracta) je druh sladkovodní ryby z čeledi krunýřovcovití (Loricariidae). Druh popsal v roce 1758 Carl Linné. Jedná se o typový druh rodu Loricaria.

## Popis
Lorikárie obrněná má dlouhé štíhlé tělo, ocasní násadec je dlouhý a štíhlý. Spodní strana hlavy a těla je zploštělá.
Maximální zjištěná délka je 29,5 cm (SL).

## Rozšíření
Lorikárie obrněná je rozšířena v řekách severovýchodní Brazílie, Francouzské Guyany, Surinamu a Guyany.

## Rozmnožování
Samci a samice nosí přilepené jikry na hrudi a břiše.